# Савина, Ирина Вадимовна
Ири́на Вади́мовна Са́вина (Попо́ва) (род. 29 сентября 1957) — советская и российская актриса театра, кино, озвучивания и дубляжа, Заслуженная артистка России (2001).

## Биография
Начала сниматься в кино, ещё учась в школе. Известной её сделала роль Кати Панфёровой в фантастической дилогии «Москва — Кассиопея» и «Отроки во Вселенной». 
Стала актрисой, окончив Школу-студию МХАТ в 1978 году (курс С. С. Пилявской и В. Н. Богомолова).
После окончания вуза стала выступать в Театре имени Ермоловой, где служит по сей день.
Приняла участие в закадровом озвучивании документального фильма НТВ «Ванга возвращается! Секретный архив прорицательницы» (2011).

## Семья
Первый муж (с 1977 по 1983) — Владимир Аскольдович Савин (род. 1957), принимал участие в съёмках нескольких фильмов, в том числе «Москва — Кассиопея» и «Отроки во Вселенной», где и познакомился с Ириной Поповой. После съёмок они поженились, и Попова взяла фамилию мужа. В 1979 году окончил географический факультет МГУ, позже окончил Академию внешней торговли по специальности экономист-международник. Занимал должность руководителя аналитического отдела Центрального комитета Российского Красного Креста, работал в научно-исследовательском институте автоматической аппаратуры имени академика В. С. Семенихина (НИИАА), с 1990 по 2005 год был зарегистрирован в качестве индивидуального предпринимателя, являлся руководителем АОЗТ «Золотое кольцо».
- Сын — Дмитрий Владимирович Савин (род. 1980), женат.
  - Трое внуков

Второй муж (с 1988 по 2024) — Борис Евгеньевич Быстров (1945—2024), советский и российский актёр кино и дубляжа, диктор. Народный артист Российской Федерации. Похоронен в Москве на Троекуровском кладбище. Вместе с мужем Савина участвовала в русском озвучивании мультсериалов «Симпсоны» и «Футурама».
- Сын — Николай Борисович Быстров (род. 1989), актёр дубляжа.
- Падчерица — Екатерина Борисовна Кмит (род. 1969), актриса.

## Фильмография
| Год       |    | Название                          | Роль                                                           |
| --------- | -- | --------------------------------- | -------------------------------------------------------------- |
| 1968      | ф  | Новенькая                         | маленькая гимнастка (в титрах Ира Попова)                      |
| 1972      | ф  | Сестра музыканта                  | Женька                                                         |
| 1973      | ф  | Москва — Кассиопея                | Катя Панфёрова (в титрах Ирина Попова)                         |
| 1973      | ф  | Совсем пропащий                   | Джоанна «Заячья Губа», сестра Мэри Джейн (в титрах Ира Попова) |
| 1973      | ф  | Бесстрашный атаман                | сестра Киллария (в титрах Ира Попова)                          |
| 1973—1983 | с  | Вечный зов                        | Лиза в юности (в титрах Ира Попова)                            |
| 1974      | ф  | Отроки во Вселенной               | Катя Панфёрова (в титрах Ира Попова)                           |
| 1974      | ф  | Птицы над городом                 | подруга Лены (в титрах не указана)                             |
| 1978      | тф | Безымянная звезда                 | Элеонора Земфиреску (в титрах указана как Ирина Саввина)       |
| 1979      | ф  | Экипаж                            | сестра Кости (в титрах не указана)                             |
| 1979      | тф | Сегодня и завтра                  | Ира                                                            |
| 1979      | ф  | Узнай меня                        | Ольга Княженко                                                 |
| 1980      | ф  | На берегу большой реки            | Нэлка                                                          |
| 1980      | ф  | Ключ                              | эпизод                                                         |
| 1982      | ф  | Давай поженимся                   | Люда                                                           |
| 1982      | ф  | Повесть о молодых супругах        | Маруся Орлова                                                  |
| 1984      | ф  | Продлись, продлись, очарованье... | Женечка, коллега Шарыгиной                                     |
| 1987      | ф  | Пощёчина, которой не было         | соседка Цимбалеев                                              |
| 1997      | с  | Ералаш                            | мама мальчика                                                  |
| 1998      | с  | Ералаш                            | Марья Ивановна, учительница (в титрах не указана)              |
| 2004      | ф  | Весьегонская волчица              | Фроська                                                        |
| 2024      | с  | Гудбай                            | Елена Степановна, подруга Тамары Васильевны                    |

## Дубляж и закадровое озвучивание

### Фильмы
- 2019 — Рокетмен — Айви (Джемма Джонс)[9]
- 2017 — Уйти красиво[10] — Энни (Энн-Маргрет)
- 2006 — Призраки Гойи[10] — Мария Изабель Бельбатуа (Мабель Ривера)
- 2001 — Бал монстров — все женские роли (TV-1000)[7]
- 2000 — Гладиатор[10] — все женские и детские роли (закадр. Ren-TV)
- 1990 — Крепкий орешек 2[10] — Холли Дженеро-Маклейн (Бонни Беделиа) (дубляж киностудии им. Горького, 1993 г.)

### Телесериалы
- 1987—1988 — Дикая Роза[10] — Томаса (Магда Гусман), Леопольдина (Рената Флорес), Фелипа (Хосефина Эскобедо), Селия (начало сериала) (Россана Сесарман) (дубляж киностудии «Фильм-Экспорт» (Москва) по заказу студии «Протеле» (Нью-Йорк), «Пиринфильм» (Париж) и студии кинопрограмм РГТРК «Останкино», 1994-1995 гг.)

### Мультфильмы
- 2007 — Симпсоны в кино —  некоторые женские и детские голоса[11]
- 2017 — Гадкий я 3[10] — мать Нико
- 2011 — Гномео и Джульетта — Нанетт[12]

### Мультсериалы
- Симпсоны — все женские и детские голоса (1-16 сезоны — Ren-TV, 19-33 сезоны — 2x2, 31-33 сезоны — Кинопоиск)[6][7][8][13]
- Футурама — все женские и детские голоса[7]

### Компьютерные игры
- 2007 — Три маленькие белые мышки: День рождения морской крысы — тётя Эмма[14]
- 2006 — Still Life — Милена[14]
- 2006 — Stubbs the Zombie in Rebel Without a Pulse — Телефонобот[14]
- 2004 — Закон и порядок 3: Игра на вылет — Ирина Кириенко[14]
- 2005 — Скорая помощь: В борьбе за жизнь — Хали Адамс[14]

## Озвучивание мультфильмов
- 2009 — Первый отряд — Валя
- 2022 — Кощей. Похититель невест — Баба Яга